# Смешанная авиационная бригада (Северная Македония)
Смешанная авиационная бригада Северной Македонии (макед. Воздухопловна Бригада на Северна Македонија, алб. Brigada Ajrore e Maqedonisë së Veriut) — тактическое соединение в вооружённых силах Северной Македонии, включающее в себя формирования армейской авиации и ПВО.

## Боевой состав
| Обозначение формирования или части   | Вооружение и оснащение | Место расположения |
| ------------------------------------ | ---------------------- | ------------------ |
| Управление ВВС                       |                        |                    |
| Боевая вертолётная эскадрилья        |                        |                    |
| Транспортная вертолётная эскадрилья  |                        |                    |
| Административная эскадрилья          |                        |                    |
| Учебно-тренировочная эскадрилья      |                        |                    |
| Эскадрилья технического обслуживания |                        |                    |
| Поисково-спасательный авиаотряд      |                        |                    |
| АТЦ авиаотряд                        |                        |                    |

## Пункты базирования
На территории страны расположены 17 аэродромов, два из которых — Охрид и Петровец, имеющие бетонированные ВПП длиной 2400 м и более, пригодны для использования военной авиацией. Оперативная ёмкость — 36 самолётов.

## Вооружение и военная техника
Данные о технике и вооружении ВВС Северной Македонии взяты со страницы журнала Aviation Week & Space Technology.
| Тип                           | Производство | Назначение            | Количество | Примечания                  | Изображение |          |
| Самолёты                      | Самолёты     | Самолёты              | Самолёты   | Самолёты                    | Самолёты    | Самолёты |
| ----------------------------- | ------------ | --------------------- | ---------- | --------------------------- | ----------- | -------- |
| Ан-2                          | СССР         | общего назначения     | 1          | Ан-2П                       |             |          |
| Zlin Z-143L                   | Чехословакия | учебно-тренировочный  | 1          |                             |             |          |
| Zlin Z-242L                   | Чехословакия | учебно-тренировочный  | 5          |                             |             |          |
| Вертолёты                     |              |                       |            |                             |             |          |
| Bell Helicopter Textron UH-1H | США          | многоцелевой вертолёт | 2          | Подарены Грецией, в 2001 г. |             |          |
| Bell 206                      | США          | учебно-тренировочный  | 4          |                             |             |          |
| Ми-17                         | СССР         | многоцелевой вертолёт | 6          | Ми-8МТ/17                   |             |          |
| Ми-24В                        | СССР         | боевой вертолёт       | 10 2       | Ми-24В Ми-24К               |             |          |

## Опознавательные знаки
- Опознавательный знак ВВС Республики Македонии
- Знак на киль

## Знаки различия

### Генералы и офицеры
| Категории               | Генералы      | Генералы             | Генералы          | Генералы         | Старшие офицеры | Старшие офицеры | Старшие офицеры | Младшие офицеры | Младшие офицеры   | Младшие офицеры |
| ----------------------- | ------------- | -------------------- | ----------------- | ---------------- | --------------- | --------------- | --------------- | --------------- | ----------------- | --------------- |
|                         |               |                      |                   |                  |                 |                 |                 |                 |                   |                 |
| Македонское звание      | Генерал       | Генерал потполковник | Генерал мајор     | Бригаден генерал | Полковник       | Потполковник    | Мајор           | Капетан         | Поручник          | Потпоручник     |
| Российское соответствие | Генерал армии | Генерал-полковник    | Генерал-лейтенант | Генерал-майор    | Полковник       | Подполковник    | Майор           | Капитан         | Старший лейтенант | Лейтенант       |

### Сержанты и солдаты
| Категории               | Подофицеры        | Подофицеры | Подофицеры            | Сержанты и старшины | Сержанты и старшины | Сержанты и старшины | Сержанты и старшины | Сержанты и старшины | Солдаты   | Солдаты |
| ----------------------- | ----------------- | ---------- | --------------------- | ------------------- | ------------------- | ------------------- | ------------------- | ------------------- | --------- | ------- |
|                         |                   |            |                       |                     |                     |                     |                     |                     |           | нет     |
| Македонское звание      | Главен наредник   | Наредник   | Постар водник I класа | Постар водник       | Водник 1 класа      | Водник              | Помлад водник       | Десетар             | Разводник | Војник  |
| Российское соответствие | Старший прапорщик | Прапорщик  | нет                   | Старшина            | нет                 | Старший сержант     | Сержант             | Младший сержант     | Ефрейтор  | Рядовой |